# Helgi Dam Ziska
Helgi Dam Ziska (né le 27 juillet 1990 à Tórshavn, dans les îles Féroé) est un joueur d'échecs féroïen.
Au 1er juin 2018, il est le numéro un féroïen avec un classement Elo de 2 552 points.

## Biographie et carrière
Grand maître international depuis 2017, Ziska remporta le championnat des Îles Féroé en 2008, 2011 et 2017 et finit deuxième du championnat danois en 2013.
En 2006, la radio nationale féroïenne Utvarp Faroya lui décerna le prix du sportif féroïen de l'année, devant la nageuse Heidi Andreasen.
Helgi Dam Ziska participa à la Coupe du monde d'échecs 2017 à Tbilissi où il fut éliminé au premier tour par Teimour Radjabov.
Helgi Dam Ziska a représenté les Îles Féroé lors du Championnat d'Europe d'échecs des nations en 2017 et de cinq olympiades (en 2006, 2008, 2010, 2012 et 2016),.